# Dinosaur Island - Viaggio nell'isola dei dinosauri
Dinosaur Island - Viaggio nell'isola dei dinosauri (Journey to Dinosaur Island), noto anche come Viaggio nell'isola dei dinosauri, è un film d'avventura per famiglie britannico-australiano del 2014. Il film è scritto e diretto da Matt Drummond e coprodotto da Jason Moody e Megan Williams. La trama si sviluppa principalmente su un'isola in cui uno speciale tipo di cristallo funge da portale che può trasportare cose diverse da epoche diverse sulla stessa.

## Trama
Lucas, un ragazzo di 13 anni, visita la vecchia casa di sua nonna e mentre esplora la libreria, trova un cristallo racchiuso in una scatola, che porta via con sé. A causa del cristallo Lucas si ritrova bloccato in una strana terra disseminata di navi fantasma e creature preistoriche. Durante la ricerca di altri segni di vita, Lucas sente una trasmissione radiofonica in lontananza e viene attirato nella giungla, dove incontra una bellissima ragazza Kate, che afferma di essere venuta dagli anni '50. Anche Kate possiede un cristallo simile a quello di Lucas. La ragazza fornisce a Lucas il suo diario, in modo che possa utilizzarlo come "guida di sopravvivenza". I ragazzi incontrano anche un Sinornithosaurus che Kate ha chiamato Mimos, che è in grado di imitare qualsiasi suono che sente. Dopo un terremoto, Lucas viene a sapere che, ogni qualvolta si verifica un evento del genere, giungono da epoche diverse gli aeroplani che disseminano l'isola. Quando arriva un altro aereo, un cargo, Lucas e Kate decidono di controllare se al suo interno vi sia qualcosa di utile: sfortunatamente alcuni membri di una tribù primitiva giunti anch'essi per l'aereo catturano i due ragazzi. Raggiunto il villaggio, vengono rinchiusi in prigione. Lì, incontra un altro prigioniero che quando vede il cristallo in mano a Lucas inizia a fischiare, attivandolo. Questi spiega inoltre ai ragazzi come funzionano i cristalli. 
Lucas e Kate riescono poi a fuggire. Kate libera alcuni grandi pterosauri, con cui si dirigono verso due vulcani gemelli ove sperano di riuscire a tornare a casa.
Grazie all'aiuto di Mimos, che imita il suono necessario per attivare i cristalli, riescono ad attivare il portale per tornare a casa. Kate però decide di rimanere per recuperare il suo diario che nel frattempo avevano perso.
Lucas si sveglia in un ospedale e ascolta le notizie sulla misteriosa isola. Viene a trovarlo sua nonna Kathryn, la quale dice che preferisce essere chiamata Kate. Viene così svelato che in realtà è la Kate che ha incontrato sull'isola e che con le prove raccolte nel suo diario può aggiudicarsi il premio Nobel per la scienza.

## Produzione
Il film è stato ispirato da una conversazione tra Drummond e il produttore cinematografico americano Paul Mason mentre entrambi vivevano sull'isola del Vanuatu nel Pacifico Meridionale, Viaggio nell'isola dei dinosauri è stato anche chiamato il primo lungometraggio a rappresentare un tirannosauro piumato.